# La Verdad (España)
La Verdad es un periódico regional español radicado en la ciudad de Murcia. Su primer número apareció el 1 de marzo de 1903 y desde 2008 integra el primer holding de prensa diaria de España, el Grupo Vocento.

## Historia

### Inicios

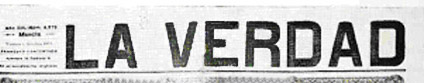
Cabecera del periódico La Verdad de Murcia a principios del.

Este periódico, fundado con capital de la diócesis de Cartagena y de sus feligreses, nace en una Murcia envuelta en enfrentamientos religiosos impulsado por el entonces deán de la catedral de Murcia, José María Molina, y un grupo de sacerdotes y de seglares católicos.
Se inició bajo la dirección de Meinardo Sánchez de los Ríos, un periodista llegado desde Madrid que duró poco menos de 11 días, y Nicolás Ortega Pagán, acompañados en la redacción de Ponce de León, Francisco Frutos Valiente, posteriormente obispo de Jaca y Salamanca y Comisario Delegado de la Junta de Gobierno, Juan Bautista Luis Pérez, quien después fue Obispo de Oviedo.
Su redacción estaba integrada por el director y tres redactores. José Mejías (coadjutor de Santa Eulalia), Juan Hernández (párroco de Puebla de Soto), Juan Bautista Luis Pérez, doctoral y posterior obispo de Oviedo, entre otros, formaron parte de su historia.
El nuevo diario, que se confesaba abiertamente católico, habría de competir con otros ya asentados, como El Liberal de orientación anticlerical. De ellos recibió encendidos ataques desde el mismo momento en que salió a la calle. Sobre los jóvenes que voceaban el nombre de La Verdad caía la rechifla y los insultos de los voceadores de los demás periódicos murcianos. También, en el quiosco de la estación de ferrocarril se negaban a su venta, y los paquetes enviados a los pueblos murcianos se perdían en el trayecto.

### Desarrollo
En un terreno reducido, en el que llegaron a publicarse hasta cinco periódicos diarios -la mayoría cerraba a los pocos meses de su aparición- La Verdad se abrió paso, como portavoz de la Federación Agraria de Sindicatos, gracias a la serie de conocidas firmas que aparecieron en sus páginas y por la amplitud de objetivos que barajó, al abrirse a los pueblos de la Vega Baja, de la provincia de Alicante y a otros de Almería, con la publicación de hasta tres ediciones diarias, y más de tres mil ejemplares de tirada.
Desde que el periódico inició su edición diaria hasta hoy, La Verdad ha reflejado fielmente el progreso de Murcia y ha remarcado los acontecimientos más importantes a lo largo de sus más de 100 años de existencia.
Impulsor constante de campañas para la consecución de importantes logros para Murcia, como la Escuela de Comercio, la Universidad, el Conservatorio de Música, más grupos escolares..., comenzó una floreciente etapa a mediados de los años veinte, bajo la dirección de Francisco Martínez García, quien llegaría a ser alcalde de Murcia.
Se publicó por entonces el Suplemento Literario -al que siguió la revista Verso y Prosa- uno de los hitos del periodismo cultural español, en el que, tras poemas y textos inéditos, aparecieron las firmas, de Alberti, Aleixandre, García Lorca, Jorge Guillén, Luis Cernuda, Dámaso Alonso... junto a poesías de Antonio Machado y Juan Ramón Jiménez, relatos de Azorín y Baroja, dibujos de Ramón Gaya, Dalí y Picasso...

### Período de la Segunda República y la Guerra Civil
En 1931 la Asociación Católica de Propagandistas, reunidos en Los Jerónimos crean “Editorial La Verdad S.A.” con objeto de superar las dificultades del período, con la presión sobre los medios católicos. Entre sus directores encontramos grandes plumas murcianas, como Ricardo Sánchez Madrigal y José Ballester Nicolás, y políticos como Francisco Martínez García, concejal y alcalde de Murcia, Antonio Reverte Moreno, Federico Salmón, etc.
Con motivo de la intentona golpista del general Sanjurjo, 10 de agosto de 1932, el diario fue suspendido, volviendo a reaparecer el 7 de octubre de ese mismo año, señalando en su editorial que se ignoraba el motivo de dicha suspensión. 
Durante la época republicana La Verdad sufrió continuos ataques que culminaron en un incendio, que se repetiría el 20 de enero de 1936, cuando quedaron destruidos los talleres.
La guerra civil española le fuerza a la inactividad y son asesinados dos de sus últimos directores, Martínez García y Federico Salmón, así como su administrador, Pedro Sánchez Barba. Incluso tiene que afrontar la escasez de medios, especialmente de papel, para poder llegar a los lectores, pero al mismo tiempo moderniza las rotativas e instalaciones.
Incautado durante la Guerra Civil, recibió el nuevo nombre de Nuestra Lucha. Salió un solo número bajo el título La Verdad, el 29 de marzo de 1939, cuando las tropas del bando sublevado llegaron a Murcia, pero las autoridades obligaron a que se cambiase el título y la orientación ideológica del periódico y no volvió a reaparecer como La Verdad hasta casi tres meses después.

### Consolidación posterior
Tras la reaparición de La Verdad, el 21 de junio de 1939, bajo la dirección de José Ballester Nicolás, siguieron años difíciles, que estuvieron a punto de provocar su cierre, hasta que en 1943 la Editorial Católica adquirió la mayoría de la empresa editora. En 1959, con nuevo director, más redactores, nuevos talleres..., se inició una etapa de ampliación —tras la sucesiva apertura de delegaciones en Cartagena, Alicante, Elche, Elda, Albacete...y las correspondientes ediciones— y de recuperación que no ha abandonado desde los años sesenta, a pesar de la escasez de la época de la dictadura.

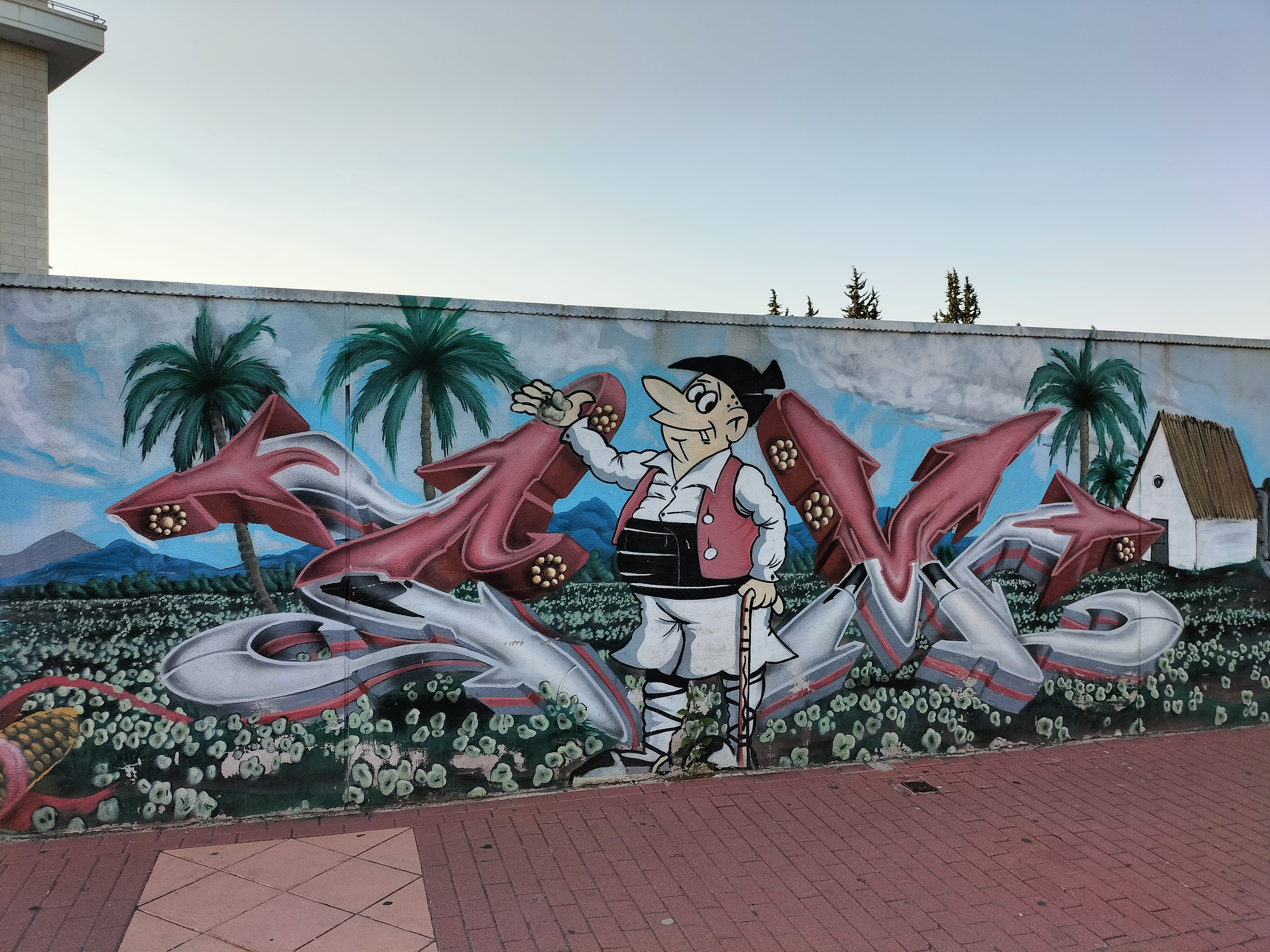
Grafiti dedicado a El tío Pencho, tira gráfica diaria aparecida en La Verdad durante cerca de 50 años, dibujada por Man

La crisis del Ya, de Editorial Católica, motivó que La Verdad fuese adquirido en 1988 por Corporación de Medios de Comunicación, S. A., empresa integrada en el Grupo Correo (actualmente Vocento), que a los pocos años de su llegada, realizó una moderna renovación periodística, con la inauguración de un amplio edificio y la maquinaria más moderna dentro de los nuevos sistemas de redacción, composición e impresión.
Su edición en Albacete, referente periodístico en este territorio y en Castilla-La Mancha desde la aparición de su primer ejemplar en 1978, cerró en 2013 debido a la crisis económica. Y ya en 2017 cerró su edición en Alicante tras más de medio siglo informando, centrándose de esta forma su actividad en la Región de Murcia.
En 2003 se emitió un sello de correos para conmemorar el centenario del diario La Verdad. El sello formaba parte de la serie Diarios Centenarios.

## Sedes

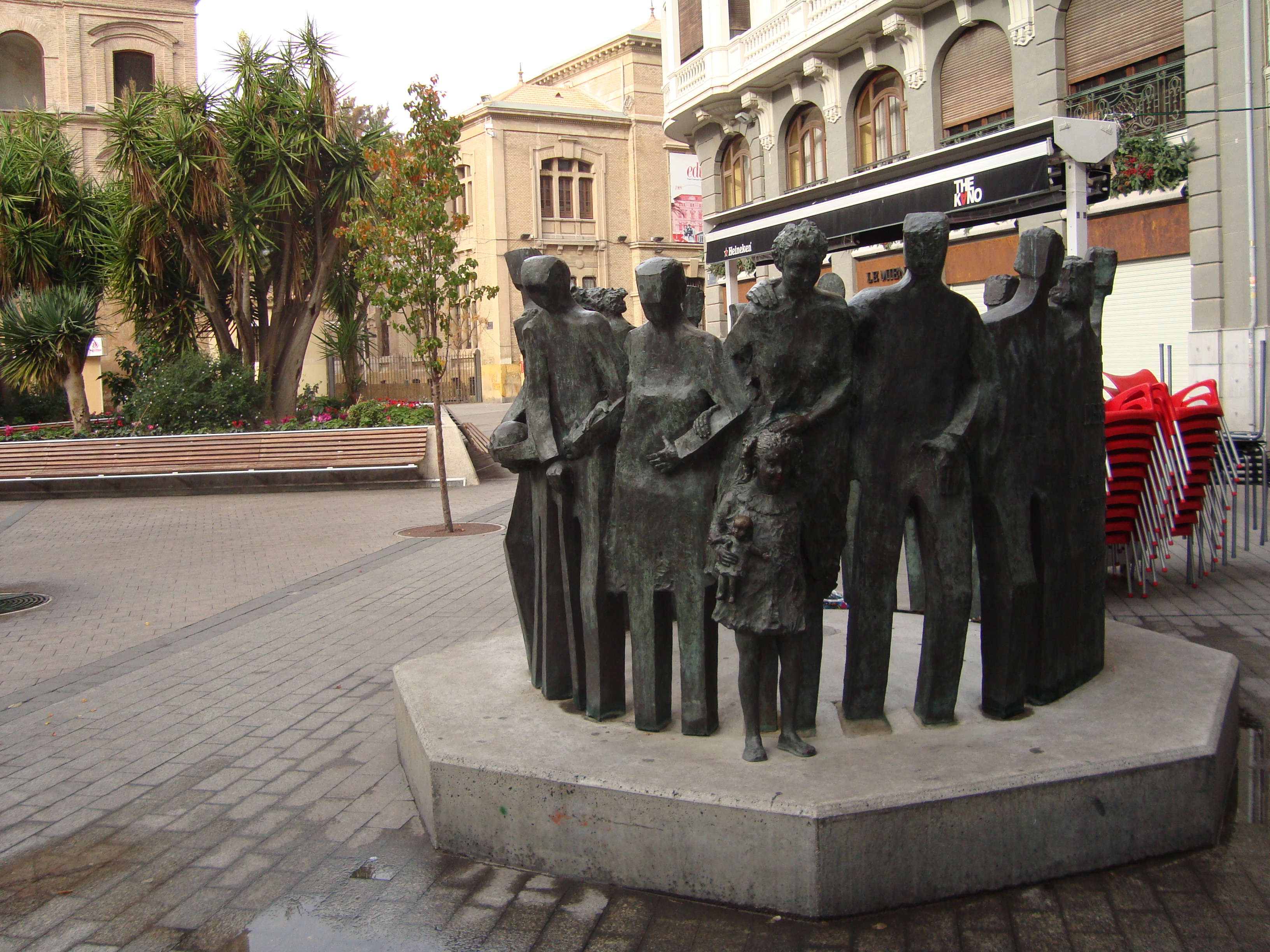
Monumento por los "Derechos Humanos", de Mariano González Beltrán por encargo del Ejecutivo regional para conmemorar el Centenario del diario La Verdad.

Su sede original en Murcia estaba en la calle Isabel la Católica, que abandonaría para ubicarse en la céntrica Plaza Cetina y calle Garnica y, posteriormente, en la calle Polo de Medina y Plaza de las Balsas, para marchar después a la calle Zarandona y asentarse en la plaza de los Apóstoles, Ronda Norte y, actualmente, las modernas instalaciones del Camino Viejo de Monteagudo, han cerrado el ciclo de traslados.
Entre 1978 y 2013 existió la sede albaceteña y hasta 2017 la sede alicantina, que se encontraba en plena Explanada de España.

## Algunos colaboradores
Ilustres murcianos han informado desde las páginas de La Verdad. Las plumas de Andrés Blanco, Sánchez Madrigal, Frutos Baeza, Martínez Tornel, Francisco Frutos Valiente, Andrés Baquero, Ricardo Codorníu, Raimundo de los Reyes, y dibujantes como Luis Garay y Gil de Vicario, formaron parte de sus primeros equipos de redacción. Más tarde darían el relevo a Luis Esteve, Castillo Puche y Luis Ballester, el fotógrafo Tomás Lorente, y otros colaboradores como Antonio Crespo, Asensio Sáez, Baldomero Ferrer (Baldo), Manuel Sánchez Baena (Man) y, después, Juan Torres Fontes, Antonio de los Reyes y Carlos Valcárcel. Posteriormente se incorporan al equipo de redacción Juan Francisco Sardaña Fabiani, José García Martínez, Antonio Montesinos, González Conejero, Ismael Galiana, Muñoz Barberán, José Luis Salanova, Pablo Artal Soriano y Pedro Soler, entre otros.
En 2015, La Verdad Multimedia S.A. se sitúa como la empresa número 311 de la Región de Murcia por ventas (en 2011 era la 223).